# أ. جاي بولوك
أ. جاي بولوك (بالإنجليزية: A. J. Pollock)‏ هو لاعب كرة قاعدة أمريكي، ولد في 5 ديسمبر 1987 في مارلبورو في الولايات المتحدة.

## وصلات خارجية
- أ. جاي بولوك على موقع دوري كرة القاعدة الرئيسي (الإنجليزية)
- أ. جاي بولوك على موقعبيزبول رفرنس.كوم (الدوري الرئيسي) (الإنجليزية)
- أ. جاي بولوك على موقعبيزبول رفرنس.كوم (الدوري الثانوي) (الإنجليزية)
- أ. جاي بولوك على موقع إي إس بي إن.كوم (أم.أل.بي) (الإنجليزية)
- أ. جاي بولوك على موقع مشجعي الرسوم البيانية (الإنجليزية)